# Душан Бабац
Душан Бабац (Београд, 8. септембар 1969) српски је геолог, хералдичар, публициста. Члан је Удружења књижевника Србије и члан крунског већа и председавајући саветодавних тела круне.

## Биографија
Рођен 8. септембра 1969. године од оца Марка Бабца, теоретичара филма и режисера. Основну и средњу школу завршио је у Београду. Дипломирао на Рударско-геолошком факултету 1995. године. Од 1995. до 2001. године био је запослен у предузећу за инжињеринг, пројектовање и извођење „Балби Интернационал“ главни инжињер геолошког одељења а потом и помоћник техничког директора. У том периоду 1998. године одбранио је магистарску тезу под називом „Математичко моделирање неогених басена у Србији“. Од 2001. до 2004. године, био је шеф кабинета при канцеларији престолонаследника Александра Карађорђевића. Од 2004. до 2006. године, био је запослен као клијент сервис директор у консултантској фирми (MS&L) при сектору за односе са јавношћу. Од 2006. до 2008. године, био је заменик генералног директора у фирми "Логос" која се бави односима са јавношћу. Од 2008. до 2009. био је директор за Србију у компанији (Manpower). Од 2009. године је запослен у као директор корпоративних комуникација у ревизорско консултантској фирми (БДО).
Ожењен је и отац три сина.

### Војна традиција, Хералдика, Монархија
Потиче из породице са војном традицијом. Његов деда пешадијски мајор Павле Бабац, припадник Југословенске војске пренео је на њега знање о војсци некадашње државе. Од 1995. године објавио је већи број популарних чланака у Гласнику Историјског музеја Србије, Веснику Војног музеја и специјализованим часописима у Србији, Републици Српској, Словенији, Француској, Русији, Немачкој, Италији и Јапану. Члан Српског Хералдичког друштва "Бели Орао” од 1995, потпредседник Друштва од јула 2003. Члан је крунског већа од 2004. године и директор фонда Краљевски двор. Од 1. марта 2024. године је председавајући саветодавних тела круне. Члан је редакционог савета руског часописа за војну историју "Стари Арсенал" (рус. Старый Цейхгауз) од 2009. године. Члан је Удружења књижевника Србије.

### Филмски консултант
Као консултант за војне униформе учествовао је реализацији више играних филмова, ТВ серија и позоришних представа међу којима се истичу: Наша Енглескиња, Нож, Велика Драма, Рат и мир, Турнеја, Свети Георгије убива аждаху, Беса, Како су ме украли Немци, Кад сване дан, Равна гора и Краљ Петар Први.

## Одликовања
- Орден Карађорђеве звезде, Командир (Краљевски дом Карађорђевића).[4]
- Орден Белог орла, Велики крст (Краљевски дом Карађорђевића).[3]

## Награде и признања
- Награда ”Павле Васић”, 2001.
- Плакета Министарства одбране Републике Србије за најистакнутијег сарадника, 2018.
- Награда УЛУПУДС-а, 2023.

### Књиге

##### Домаће публикације
- Специјалне јединице Југословенске војске у Априлском рату, Београд 2006.
- Армије на Балкану 1914—1918., Београд 2006. и 2014. (коаутор са Н. Томас).
- Црногорска војска 1896—1916., Београд 2007. (коаутор са Ч. Васић и М. Марковић)
- Елитни видови Југословенске војске у Априлском рату, Београд 2008.
- Гарда у Србији 1829—1945., Београд 2009. (коаутор са Ч. Васић)
- Српски хусар, Београд 2010.
- Војска Србије, Београд 2011. (коаутор са З. Весић)
- Српска војска у ратовима за независтност 1876—1878., Београд 2011. (коаутор са Ч. Васић)
- Дворски комплекс на Дедињу, Београд 2012. (коаутор са T. Борић, Б. Црвенковић, Ј. Тодоровић, А. Радовановић)
- Срби и револуција 1848—1849., Београд 2013.
- Српска војска у Великом рату: 1914—1918., Београд 2013.
- Војне ознаке у Србији 1845—1945, Београд 2014.
- Србија и Русија у Великом рату, Београд 2014.
- Српска војска у рату са Бугарском 1885-1886, Београд 2015.
- Ђенерал Михаиловић: завршна реч, Београд 2015. (коаутор са Б. Димитријевић)
- Срби - Руски војни заповедници: од времена Петра Великог до октобарске револуције, Београд 2016.
- Тајне краљевског блага, Београд 2016. (коаутор са А. Огњевић)
- Срби-амерички ратни хероји, Београд 2017.
- Александар I: витешки краљ, Београд 2018.
- Петар II, Краљ у изгнанству, Београд 2018.
- Петар I, Краљ ослободилац, Београд 2019.
- Срби - чувари границе Хабзбуршке монархије, Београд 2019.
- У служби круне, Београд 2019. (коаутор са Ч. Васић)
- Краљ Никола: цар јунака, Београд 2020.
- Рат изгубљене генерације, Београд 2020.
- Српски војник у Великом рату 1914-1918, Београд 2021.
- Кнез Михаило и његово време, Београд 2021.
- Јуришни батаљони: 1940/41., Београд 2022.
- Модерни Београд: 1918—1941., Београд 2023. (коаутор са Б. Поповић и Т. Антонијевић)
- Век војних ознака у Србији : 1845–1945., Београд 2024.

##### Иностране публикације
- Armies in the Balkans 1914—18, Oxford, 2001. (коаутор са Н. Томас)
- Gli eserciti balcanici nella prima Guerra Mondiale, Gorizia, 2014. (коаутор са Н. Томас)
- The Serbian Army in the Wars for Independence against Turkey 1876-1878, Solihull, 2015.
- The Serbian Army in the Great War 1914—1918, Solihull, 2016.
- Сербы – русские военачальники: от Петра Великого до Октябрьской революции, Београд, 2019.
- Prince Mihailo and His Time, Београд, 2021.
- Yugoslav Armies 1941—45, Oxford, 2022. (коаутор са Н. Томас)
- Modern Belgrade: 1918—1941, Београд 2023. (коаутор са Б. Поповић и Т. Антонијевић)
- Mодернизм в Белграде: 1918—1941, Београд 2023. (коаутор са Б. Поповић и Т. Антонијевић)

#### Приређивач
- Мој живот: мемоари / Краљ Петар II Карађорђевић, Београд 2013.

### Каталози изложби
- Службено одело у Србији XIX и XX века, Београд 2001. (коаутор са Ч. Васић, Б. Богдановић и Н. Крстић).